# Ramiro Pinilla
Ramiro Pinilla (ur. 13 września 1923 w Bilbao, zm. 23 października 2014 tamże) – hiszpański pisarz, autor ponad dwudziestu powieści.

## Życie i twórczość
Uważany jest za jednego z najważniejszych baskijskich pisarzy, choć pisał po hiszpańsku. Miłość do literatury odkrył w sobie w młodości, kiedy w czasie hiszpańskiej wojny domowej uciekał od rzeczywistości w dzieła klasyków. Z tego okresu pochodzą jego pierwsze próby pisarskie, pisał jednak wyłącznie dla siebie – był przeciwnikiem generała Franco i nie mógł otwarcie wyrażać swoich poglądów.
W 1960 opublikował powieść Las ciegas hormigas (wyd. polskie Ślepe mrówki, Warszawa 1965), która zdobyła wiele nagród, m.in. Premio Nadal, najważniejszą z hiszpańskich nagród literackich, i Premio de la Crítica. Zdobył również Premio Planeta w 1971 roku za powieść Seno i Premio Nacional Narrativa przyznaną przez hiszpańskie Ministerstwo Kultury w 2005 za trzytomową sagę rodzinną Verdes valles, colinas rojas  [Zielone doliny, czerwone wzgórza].  Zdaniem krytyków jest to jedna z najważniejszych hiszpańskich powieści ostatnich lat.
Akcja wielu jego książek umiejscowiona jest w baskijskiej, rybackiej wiosce Getxo, w której Pinilla jako dziecko i nastolatek spędzał rodzinne wakacje. W tym miejscu, jak w soczewce, skupiają się najważniejsze problemy i  tragedie społeczności baskijskiej i hiszpańskiej  XX wieku.

## Wydania polskie
- Ślepe mrówki (Las ciegas hormigas), 1965.
- Jeszcze tylko jeden nieboszczyk (Sólo un muerto más), 2014.
- Pusty cmentarz (El cementerio vacío), 2015.

## Nagrody
- 1957 – Premio Mensajero za El ídolo (1957)
- 1960 – Premio Nadal za Ślepe mrówki (1960)
- 1962 – Premio de la Crítica za Ślepe mrówki (1960)[3]
- 1971 – Premio Planeta za Seno (1971).
- 2005 – Premio Euskadi de Novela za Verdes valles, colinas rojas I. La tierra convulsa (2004)
- 2005 – Premio de la Crítica za Verdes valles, colinas rojas III. Las cenizas del hierro (2005)[3]
- 2006 – Premio Nacional de Narrativa zaVerdes valles, colinas rojas III. Las cenizas del hierro (2005)[3]
- 2013 – Premio Euskadi de Literatura en castellano za Aquella edad inolvidable